# Aéroport international de Douchanbé
L'aéroport international de Douchanbé (code IATA : DYU • code OACI : UTDD) est un aéroport situé au Tadjikistan, près de la capitale Douchanbé.
À quelques exceptions près, l'aéroport ne dessert que des destinations de l'Asie.

## Historique

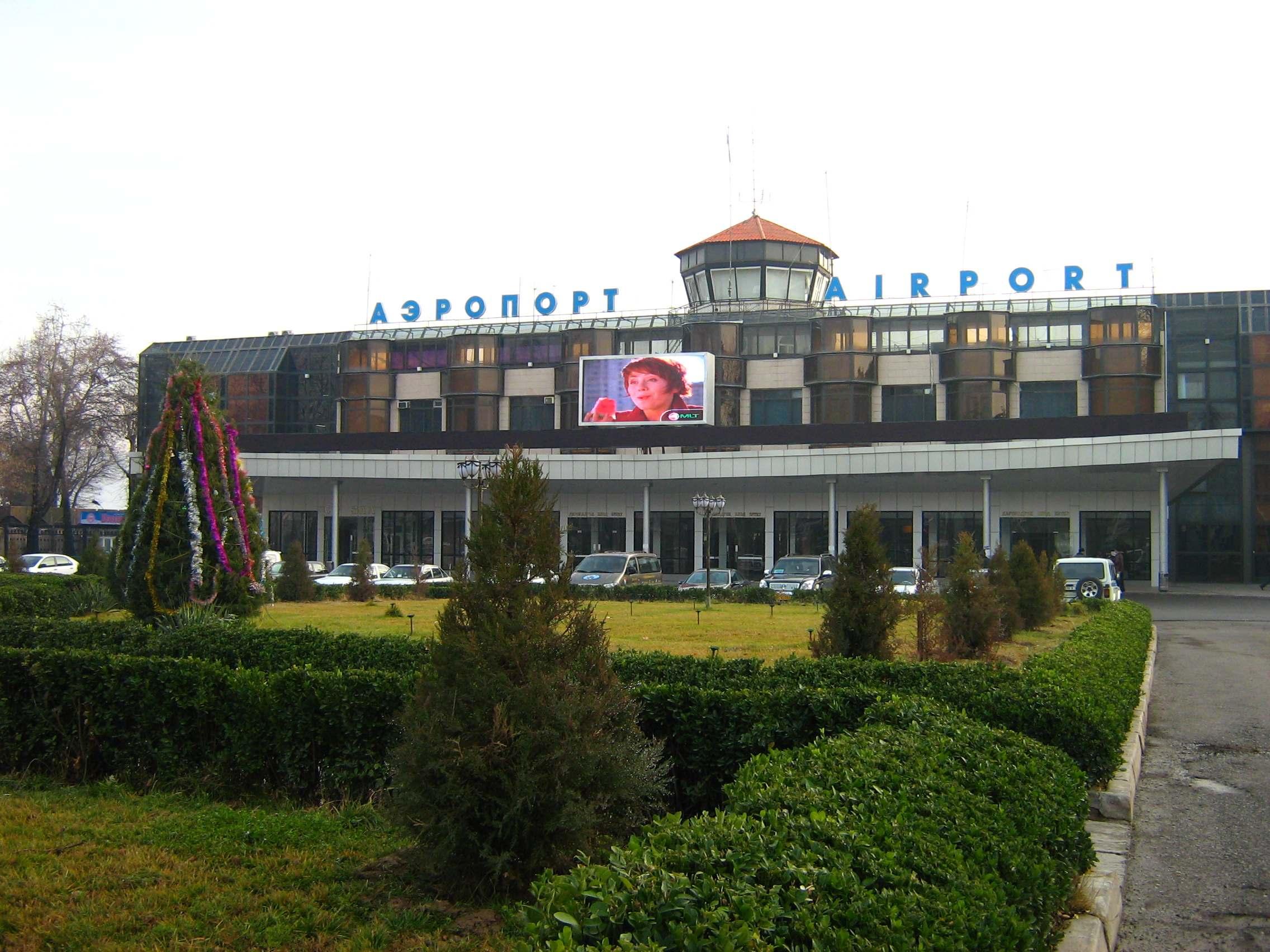
Aéroport de Douchanbé pendant sa rénovation en 2007

L'aéroport a servi durant la guerre d'Afghanistan de janvier 2002 à 2013 comme base aérienne aux forces françaises, et à d'autres membres de l'ISAF, qui faisaient transiter une partie de leur logistique par ce site. L'aérogare d'un montant initial de 27 millions d'euros livrable en 2012 a été fourni par la France.
En 2014, le 25e RGA effectue des travaux sur la piste de l'aéroport pour la dernière année après plus de 10 ans de présence. ce régiment aura réalisé toute la réhabilitation des infrastructures aéroportuaires (aire de trafic et de manœuvre).

## Situation
| Douchanbé Bokhtar Kulob Khodjent Khorog |

## Statistiques
Pour des raisons techniques, il est temporairement impossible d'afficher le graphique qui aurait dû être présenté ici.

Voir la requête brute et les sources sur Wikidata.

## Compagnies et destinations
| Compagnies                 | Destinations |
| -------------------------- | --- |
| Air Astana                 | Almaty |
| Air Manas                  | Bichkek Manas |
| Avia Traffic Company       | Bichkek Manas |
| China Southern Airlines    | Ürümqi-Diwopu |
| flydubai                   | Dubaï |
| Iran Aseman Airlines       | Mechhed-Shahid H. Nejad |
| Kam Air                    | Kaboul |
| NordStar                   | Krasnoïarsk-Iémélianovo |
| S7 Airlines                | Novossibirsk-Tolmatchevo |
| Somon Air                  | Almaty, Dubaï, Francfort, Irkoutsk, Istanbul, Kaboul (suspendu), Kazan, Khodjent, Krasnodar-Pashkovsky, Krasnoïarsk-Iémélianovo, Lahore-Allama Iqbal (suspendu), Moscou-Domodédovo, Novossibirsk-Tolmatchevo, Orenbourg-Tsentralni, Saint-Pétersbourg-Poulkovo, Tachkent, Ürümqi-Diwopu, Iékaterinbourg-Koltsovo |
| Turkish Airlines           | Istanbul |
| Ural Airlines              | Moscou-Joukovski, Perm, Saint-Pétersbourg-Poulkovo, Iékaterinbourg-Koltsovo En saison : Tcheliabinsk-Balandino (suspendu), Kazan, Krasnodar-Pashkovsky (suspendu), Samara-Kouroumotch, Oufa (suspendu) |
| Utair                      | Moscou-Vnoukovo |
| Uzbekistan Airways         | Tachkent |
| Yamal (compagnie aérienne) | Moscou-Joukovski |

Édité le 30/04/2018